# ISO 3166-2:UY
کد ISO 3166-2:UY بخشی از استاندارد ایزو ۳۱۶۶ برای کشور اروگوئه است که توسط سازمان بین‌المللی استانداردسازی ISO تنظیم شده‌است این سازمان، کدهای استاندارد را برای تقسیمات کشوری (ایالتها یا استانهای) کشورهای فهرست شده در استاندارد ایزو ۳۱۶۶-۱ تعریف می‌کند.
هر کد شامل دو بخش می‌گردد که توسط علامت - جدا می‌گردند.
- بخش نخست UY که در ایزو ۳۱۶۶-۱ آلفا-۲ کد کشور اروگوئه است.
- بخش دوم شامل یک یا دو یا سه حرف است که بیان‌کننده استان یا ایالت کشور اروگوئه می‌باشد.

## کدها
| #  | کدها  | بخش                  |
| -- | ----- | -------------------- |
| 1  | UY-AR | بخش آرتیگاس          |
| 2  | UY-CA | Canelones Department |
| 3  | UY-CL | بخش سرو لارگو        |
| 4  | UY-CO | بخش کولونیا          |
| 5  | UY-DU | بخش دورازنو          |
| 6  | UY-FS | بخش فلورس            |
| 7  | UY-FD | بخش فلوریدا          |
| 8  | UY-LA | بخش لاوایخا          |
| 9  | UY-MA | بخش مالدونادو        |
| 10 | UY-MO | ایالت مونته‌ویدئو     |
| 11 | UY-PA | بخش پایساندو         |
| 12 | UY-RN | بخش ریو نگرو         |
| 13 | UY-RV | بخش ریورا            |
| 14 | UY-RO | Rocha Department     |
| 15 | UY-SA | بخش سالتو            |
| 16 | UY-SJ | بخش سن خوزه          |
| 17 | UY-SO | بخش سوریانو          |
| 18 | UY-TA | بخش تاکوئارمبو       |
| 19 | UY-TT | بخش ترینتا و ترس     |